# سينغيدا
Singida هي بلدة في وسط تنزانيا. المدينة هي موقع المقر الإقليمي لإقليم سينغيدا بالإضافة إلى المقر الرئيسي لمنطقة ولاية سينغيدا الحضرية ‏. سُمي الإقليم والولاية باسم المدينة.

## أنظر أيضا
- أقاليم تنزانيا
- ولايات تنزانيا

## صور

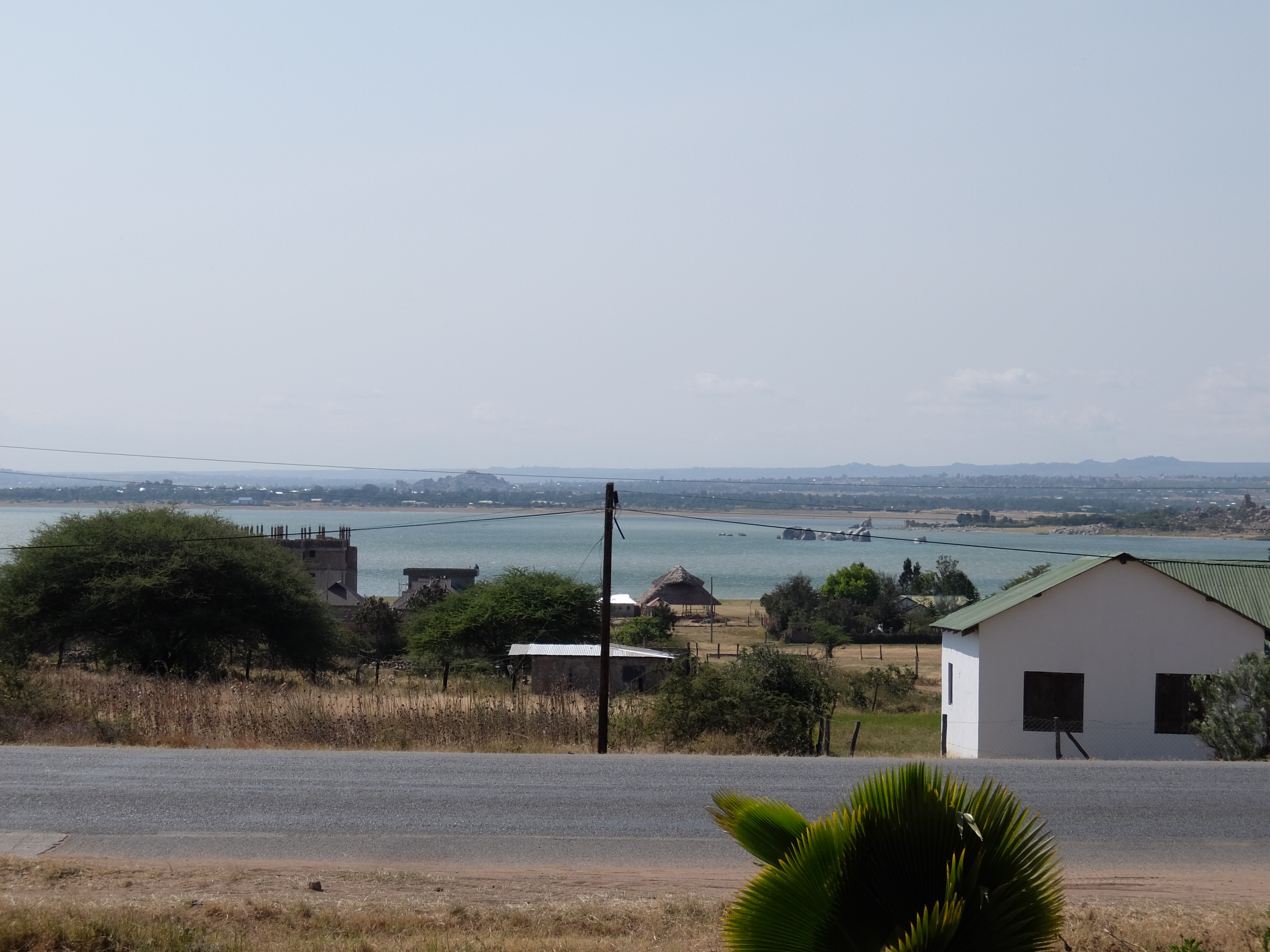
بحيرة سينجيدا.
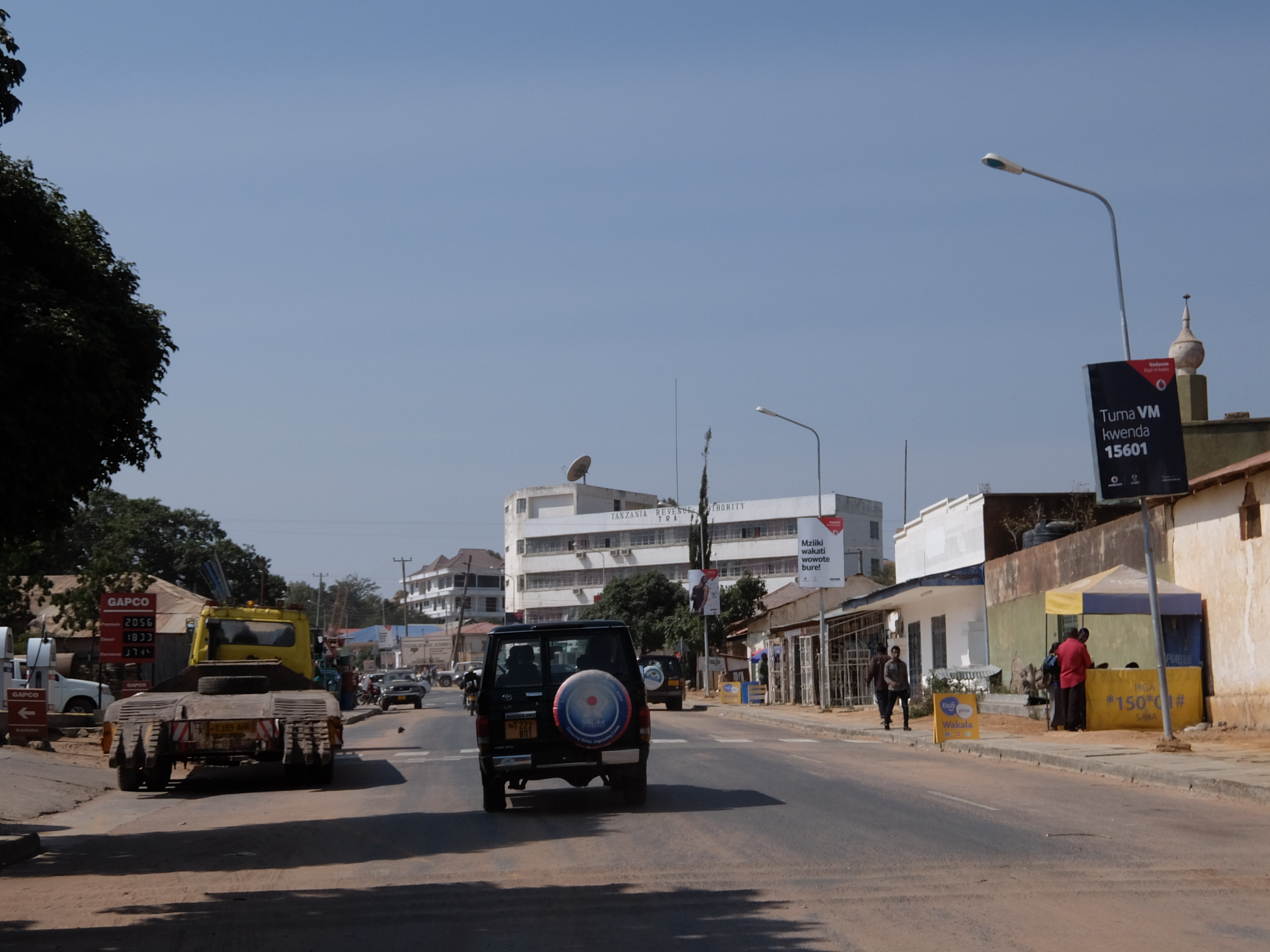
الشارع الرئيسي في بلدة سينجيدا.